# Belvosia nigrifrons
Belvosia nigrifrons är en tvåvingeart som beskrevs av Aldrich 1928. Belvosia nigrifrons ingår i släktet Belvosia och familjen parasitflugor. Inga underarter finns listade i Catalogue of Life.